# Internationale Gartenausstellung 2017

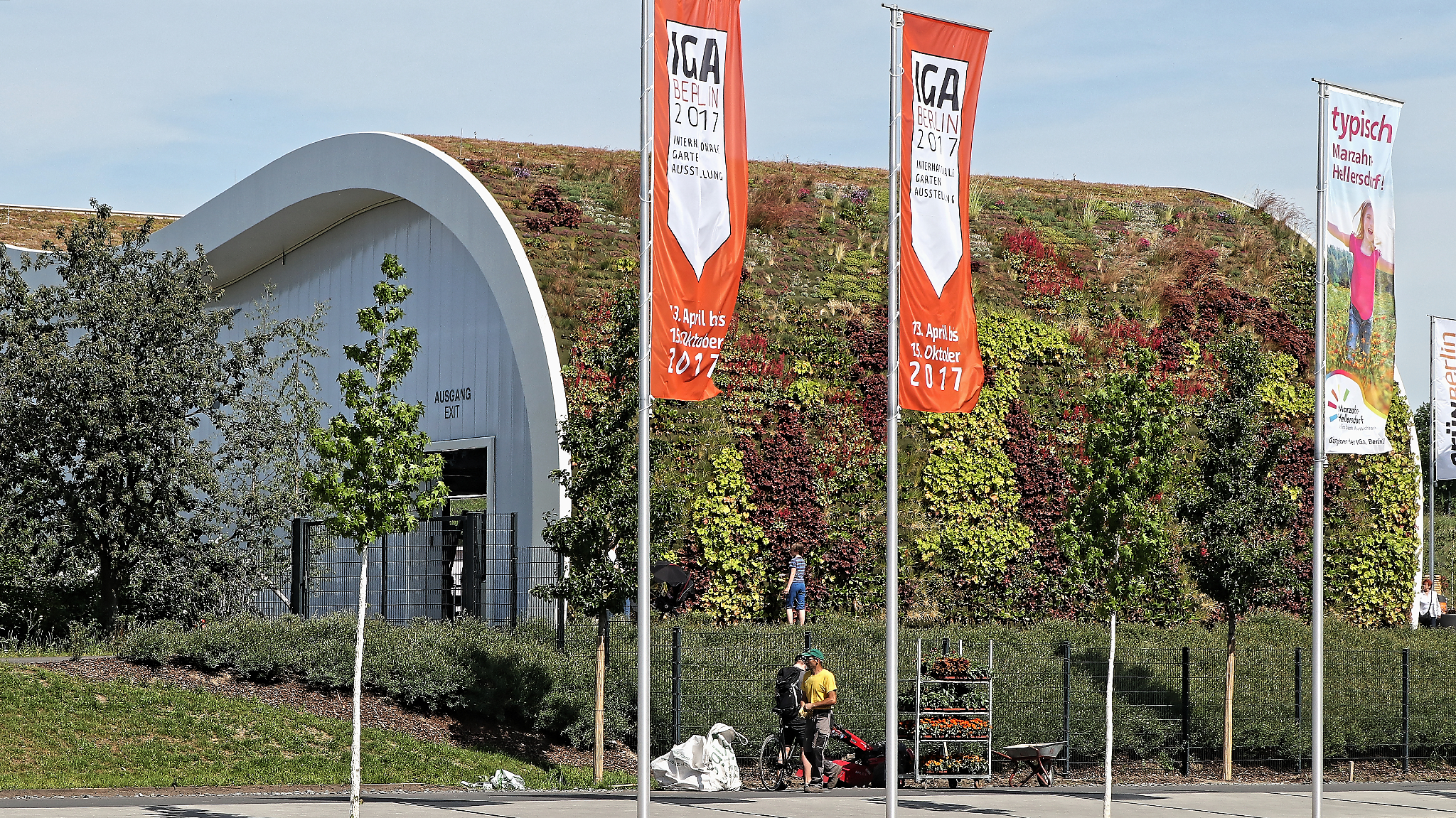
Seilbahnstation Gärten der Welt mit exemplarischer Dachbegrünung

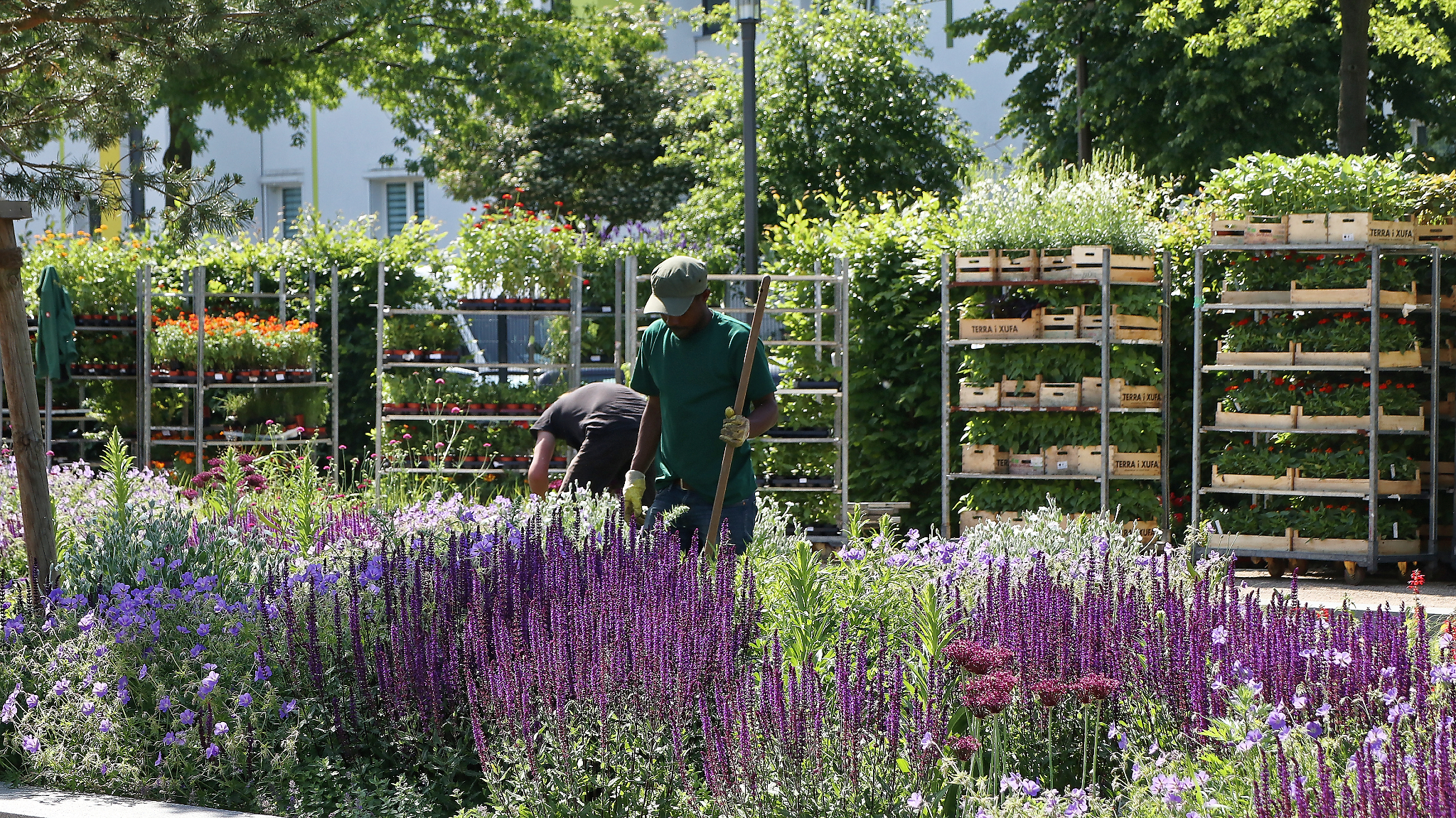
Blumen für die Farbbeete

Die Internationale Gartenausstellung 2017 (kurz: IGA 2017) in Berlin begann am 13. April und endete am 15. Oktober 2017. Sie bezog den Erholungspark Marzahn mit seinen Gärten der Welt, den Kienberg und Teile des Wuhletals mit ein. Besondere Attraktion war eine Seilbahn, die auch nach Ende der Ausstellung weiter in Betrieb bleibt.

## Motto
Mitte November 2015 kam der IGA-Imagefilm Meer aus Farben als Musikvideo von der Band Berge heraus und wurde bei der Staffelübergabe von der BUGA Havelland an die IGA Berlin 2017 GmbH im Oktober 2016 erstmals vorgestellt. Das Motto der IGA war „Ein MEHR aus Farben“.

## Programm
Während der Ausstellung gab es zahlreiche Konzerte und Sonderveranstaltungen. Zur Eröffnung im April 2017 wurde in den Gärten der Welt zwei Tage lang das traditionelle Kirschblütenfest gefeiert. In dem neugebauten Amphitheater mit 5000 Plätzen waren Konzerte und Shows zu erleben. Unter anderem führte Regisseur Christoph Hagel zusammen mit 100 Jugendlichen aus Marzahn-Hellersdorf Carl Orffs Carmina Burana auf. Im gesamten Park fanden zudem Tanz- und Yoga-Veranstaltungen statt.

## Maskottchen
Das Maskottchen Stecky hatte die Form eines Pflanzensteckers mit Sonnenhut und war in Orange gehalten. Bei der Staffelübergabe der BUGA an die IGA Berlin 2017 im Oktober 2016 wurde es der Öffentlichkeit präsentiert. Stecky ist rund 130 Zentimeter groß, 50 Zentimeter breit, 30 Zentimeter tief und besteht aus dem gleichen Schaumstoffmaterial, das auch für Isomatten verwendet wird. Es ist mit weichem Puppenvlies bezogen. Die Kölner Firma derArt GmbH hat die Figur entworfen.

## Bauwerke (Auswahl)

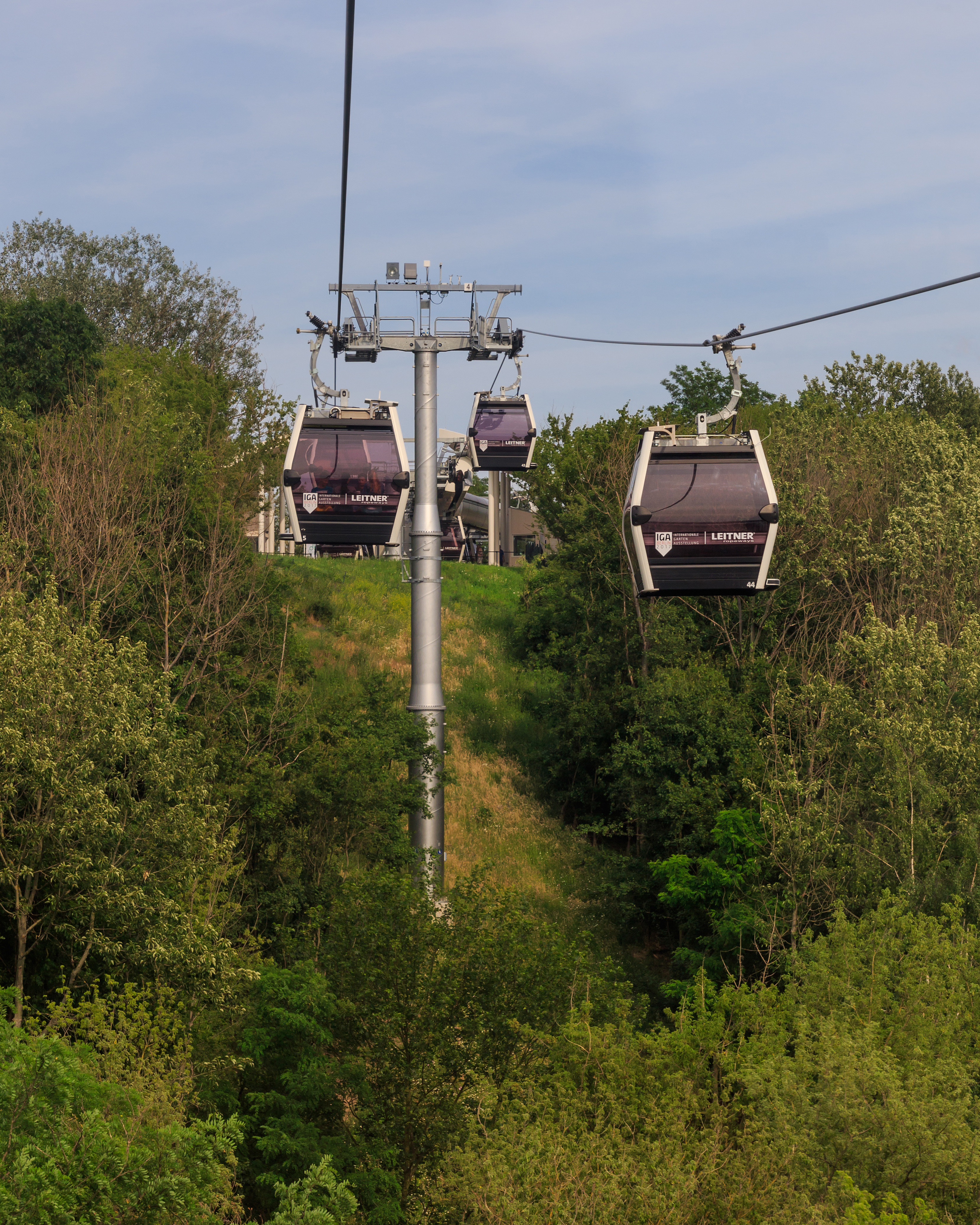
IGA-Seilbahn zum Kienberg

### Arena
In der Arena, die im Stil eines klassischen Amphitheaters gebaut wurde, können auf den Rasenstufen des Zuschauerbereichs bis zu 5000 Zuschauer einen Sitzplatz finden. Sie steht zwischen dem Besucherzentrum und dem Englischen Garten. Das Architekturbüro Paul Böhm aus Köln lieferte den Entwurf. Die neue Bühne verfügt über zwei Seitenflügel und fügt sich mit dem geschwungenen, begrünten Dach fließend in die Parklandschaft des Gesamtgeländes ein. Die Grundfläche der Arena kann bei Bedarf vergrößert werden und bietet dann einem ganzen Orchester Platz. Dort finden Pop- und Klassikkonzerte sowie Sportveranstaltungen statt. Die Arena bleibt auch nach der IGA dauerhaft als Veranstaltungsort erhalten. Hier fand am 13. April 2017 die feierliche Eröffnung der Gartenschau statt, die vom Bundespräsidenten und IGA-Schirmherrn Frank-Walter Steinmeier vor geladenen Gästen vorgenommen wurde.

### Blumenhalle
Die Blumenhalle steht in der Nähe des Haupteingangs der Gärten der Welt am Blumberger Damm. Die Gorenflos Architekten aus Berlin haben die temporären Ausstellungsgebäude entworfen. Sie besteht aus drei Einzelhallen mit bis zu 90 Meter Länge. Auf 3500 m² werden dort Blumen im wöchentlichen Wechsel gezeigt, des Weiteren gibt es einen Gastronomiebereich mit 1000 Sitzplätzen im Innen- und Außenbereich. Die lichtdurchlässige Halle mit Gastronomiebereich ist 58 Meter lang. Insgesamt ist die Anlage 62 Meter breit und das Tragwerk besteht aus gebogenen Holzleimbindern, die auf Betonfundamenten stehen. Sie wird abgebaut und umgesetzt.

### Besucherzentrum
Das Besucherzentrum beherbergt eine Besucherinformation, einen Ausstellungsbereich, einen Souvenirshop und ein Restaurant mit Außenbetrieb sowie einen Veranstaltungsraum, der mit einem vielfältigen Programm bespielt wurde. Die Baupläne stammen von den Architekten vom Büro ww+ aus Luxemburg.

### Informationszentrum Marzahn-Hellersdorf/Touristinformation
Die Touristinformation, zuvor am Parkeingang in der Eisenacher Straße, bezog im April 2017 die neuen Räume unmittelbar am Haupteingang Kienbergpark in der Hellersdorfer Straße. Sie wird von der Leitstelle für Wirtschaftsförderung des Bezirksamtes betrieben. Am neuen Standort zeigt das Informationszentrum Marzahn-Hellersdorf auf einer Fläche von rund 120 m² in einer Ausstellung Historie, Gegenwart und Zukunft des Bezirks. Außerdem gibt es einen multifunktionalen Raum für bis zu 100 Personen. Das Gebäude wurde von Günter+Finkbeiner Gesellschaft von Architekten mbH entworfen. Nach der IGA bleibt das Informationszentrum bestehen.

### Naturbobbahn
Die Naturbobbahn ist auf dem Gipfel des Kienbergs neben der Seilbahnstation und dem Wolkenhain entstanden. Sie hat eine Länge von 500 Metern und auf ihr sind Geschwindigkeiten bis zu 40 km/h möglich. Nach der ersten geraden Strecke führen die Schienen weiter auf den Panoramakreisel in einer Höhe von rund acht Metern. Die Besucher können im Kreisel während zweier 360-Grad-Runden die Aussicht in die Gärten der Welt erleben. Danach geht es via Förderband zurück auf den Berg, wo sich die Ein- und Ausstiegsstelle befindet.

### Naturerfahrungsraum
Auf dem Kienberg ist ein großer wilder Naturerfahrungsraum für Kinder und Jugendliche entwickelt worden. Das Spielen mit der Natur ist auf einer Fläche von 16.000 m² möglich und bietet viel Raum für Interaktionen mit Natur und mit anderen Kindern und Jugendlichen. Das Areal wurde am 13. April eröffnet und ist für die Bevölkerung nach dem Ende der IGA frei zugänglich. Die Grün Berlin GmbH ist mindestens bis 2034 für das Areal zuständig.

### Seeterrasse mit Umweltbildungszentrum

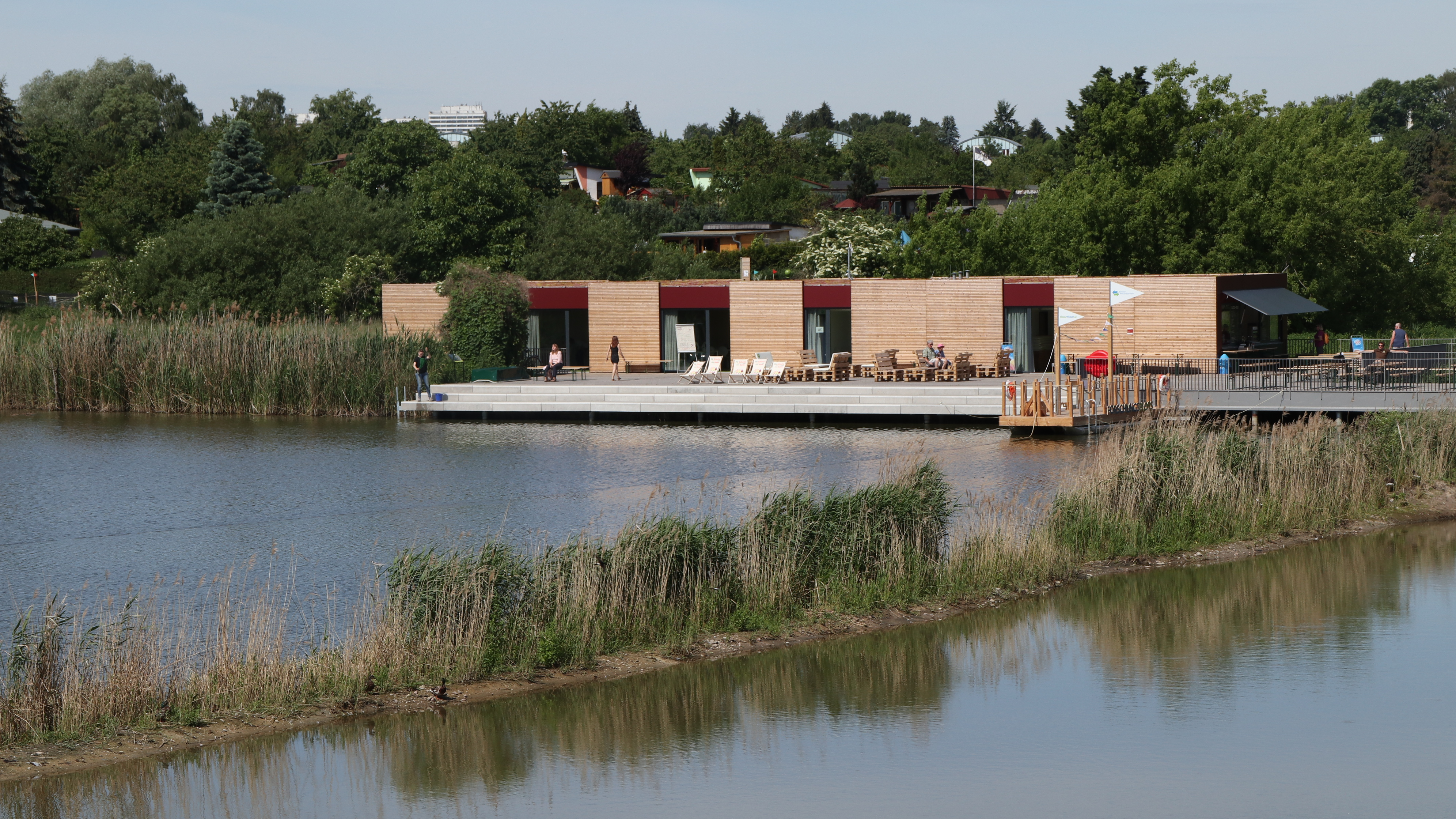
Wuhleteich mit Umweltbildungszentrum

Die Seeterrasse mit Umweltbildungszentrum ist eine 20 Meter breite und 60 Meter lange Plattform aus Lärchenholz am Ende des Wuhlestegs. Nur von wenigen Stahlträgern getragen, nimmt die Leichtbaukonstruktion am Westufer des Wuhleteichs Rücksicht auf die schützenswerte Vegetation im Wuhletal. Über die Stufen zum Wasser hinunter können sich Besucher im Umweltbildungszentrum informieren, das in die Plattform integriert ist. Eine Außenterrasse ist angegliedert. Der lichtdurchflutete offene Raum steht während der gesamten IGA für flexible Nutzungen bereit. Dort werden Vorträge und Workshops abgehalten. Er ist zentraler Anlaufpunkt des IGA-Campus. Außerdem können Kinder und Jugendliche beispielsweise im sogenannten Wissenslabor, für das die Joachim Herz Stiftung Mittel zur Verfügung stellt, selbst entnommene Wasserproben untersuchen.

### Tälchenbrücke

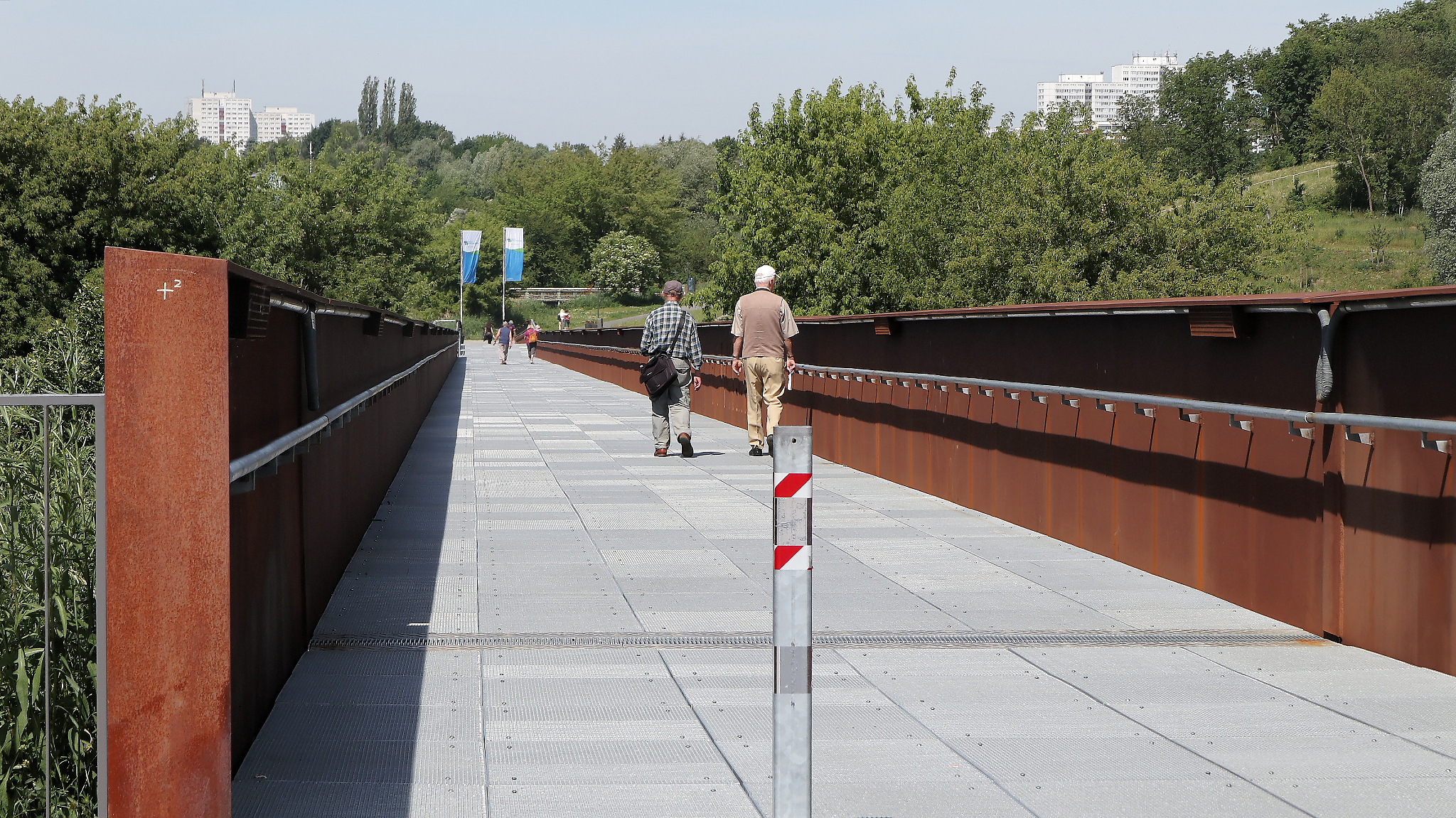
Wuhlesteg zum Kienberg

Die Tälchenbrücke ist eine Verbindung zum Nordhang des Kienberges, sie steht auf einem paarigen Doppelmittelpfeiler, ist 85 Meter lang, 2,5 Meter breit und in einer Höhe von zehn Metern angebracht. Sie ist die „kleine Schwester“ des Wuhlestegs. Die Brücke und die Kunstinstallation bleiben über die IGA hinaus dauerhaft erhalten. Der Gang über die Brücke wird zum Klangerlebnis.

### Tropenhalle
Eine energieeffiziente Tropenhalle, die aus dem Umbau und der Erweiterung der vorhandenen Halle im Jahr 2015 entstand, wurde am 13. April 2017 eröffnet. Die neue Tropenhalle ist 14 Meter hoch, hat eine Fläche von 2000 m² und ist viermal so groß wie die vorherige Halle. Sie ist Bestandteil des bereits 2003 eingerichteten Balinesischen Gartens. In der Halle sind rund 70 tropische Großgehölze, Palmen, die schon zum Pflanzzeitpunkt sieben Meter hoch waren, sowie vielfältige Sträucher und Orchideen zu bewundern. Die Halle ist in zwei klimatisch unabhängige Bereiche aufgeteilt: der eine ist ein Balinesisches Gewächshaus, der andere ein Kalthaus mit einem Multifunktionsraum für Ausstellungen im Sommer und im Winter als Orangerie. Im Eingangsbereich befindet sich eine Gastronomie.

### Wolkenhain

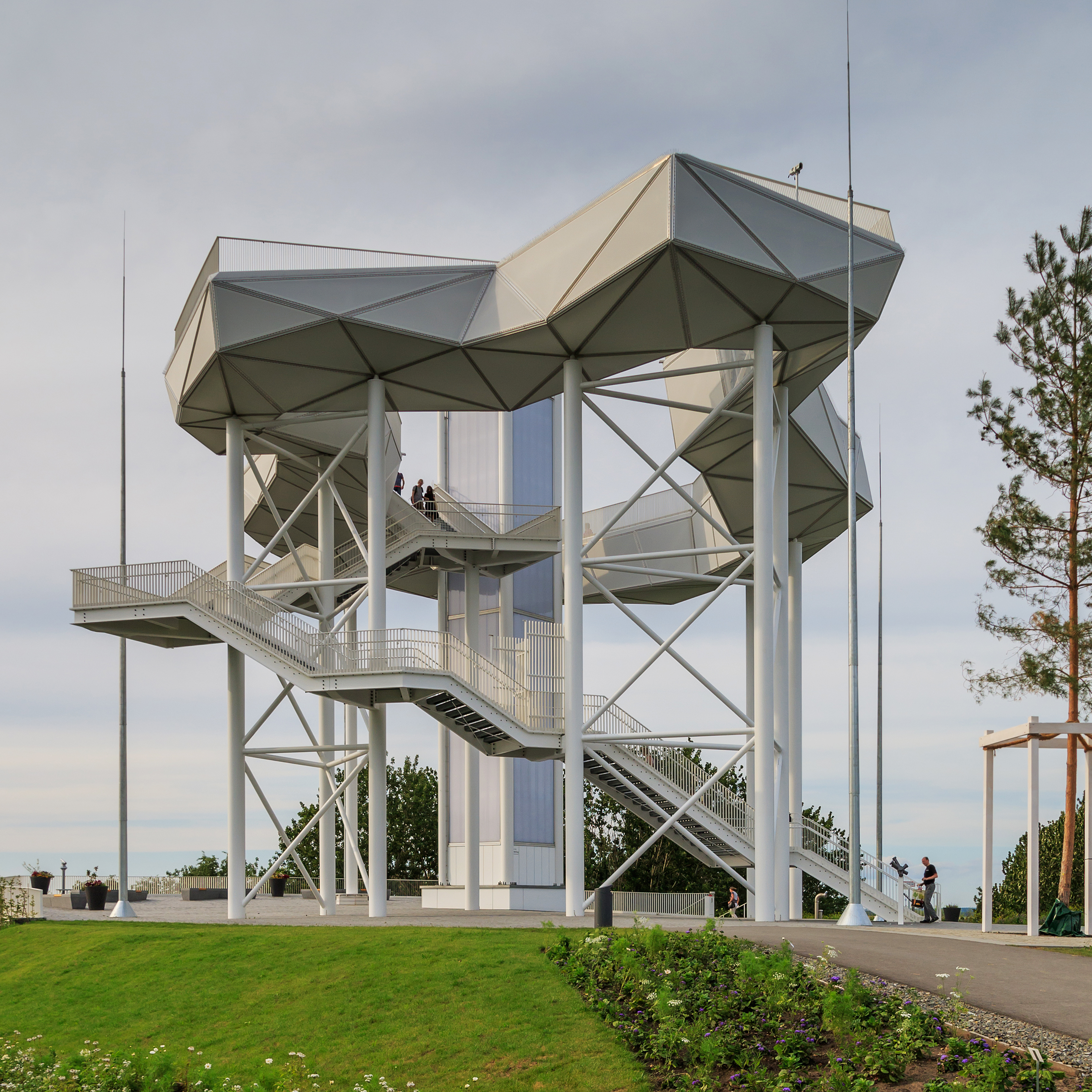
Aussichtsplattform Wolkenhain im Kienbergpark auf der Internationalen Gartenausstellung 2017

Der Wolkenhain ist ein etwa 20 m hohes Aussichtsbauwerk, dessen Konstruktion aus rund 170 Stahlknoten mit 270 Tonnen Stahl besteht, die die Verstrebung der „Wolke“ zusammenhält. Aus rund 120 Metern Höhe über Normalnull reichen die Blicke bis in die historische Mitte Berlins und nach Brandenburg. Der Aufstieg erfolgt über eine Treppe oder per Aufzug. Auf dem Sockel des Bauwerkes befindet sich ein Gebäude mit Besucherinformationen und eine Gastronomie.

### Wuhlesteg
Der rund 300 Meter lange Wuhlesteg überspannt als Stange das Wuhletal und verbindet barrierefrei Hellersdorf mit Marzahn. Der Wuhlesteg verbindet den Kienbergpark mit dem Fuß des Kienbergs. An seinen beiden Enden stehen die Seeterrasse mit dem Umweltbildungszentrum (westlich) und das Belvedere (östlich).

### Neue Bauwerke
Es kamen auf dem Parkgelände weitere Bauwerke hinzu:
- Bühne am Koreanischen Garten
- Pavillon zwischen Rhododendronhain und Karl-Förster-Garten
- Blumentheater
- Haus der Landschaft

## Ausstellungen (Auswahl)

### Blumenhallenschauen
In der Blumenhalle entstehen im wöchentlichen Wechsel in den 186 Tagen der IGA insgesamt 28 Ausstellungen. Es sind Stauden, bunte Beet- und Balkonpflanzen, blühende Gehölze und Sträucher, exotische Grünpflanzen, Bonsais und Schnittblumen zu sehen. Die Besucher können live dabei sein, wenn die wöchentlichen Inszenierungen entstehen, bekommen darüber hinaus gärtnerische Informationen und können mit den Gärtnern ins Gespräch kommen.

### Dahliengarten
Der Dahliengarten befindet sich gegenüber der Obstwiese des Englischen Gartens an der Nordwestecke des IGA-Geländes. Die Ausstellungsfläche ist rund 1350 m² groß, beginnt im Norden mit kühlen Farbkompositionen und wechselt im Süden die Anpflanzungen zu warmen Farben. Die Beete sind unregelmäßig spiralförmig angelegt und werden verstärkt durch die Höhenunterschiede der Gesamtdramaturgie. Weil die Dahlien nicht winterhart sind, werden im Frühjahr zunächst Frühblüher oder beziehungsweise frostresistente Gewächse gezeigt. Außerdem werden Beete von Blattstrukturpflanzen gerahmt.

### Internationale Gartenkabinette und Klettergärten der Welt
Hier haben Gartenarchitekten aus verschiedenen Ländern der Welt jeweils einen 380 m² großen Garten gestaltet. Sie haben meist Bepflanzungen aus ihren Heimatländern gewählt und den Gärten ein Motto gegeben. Die Anlage erstreckt sich an der Westseite des IGA-Geländes parallel zum Blumberger Damm.

### Gehölze
Die Gehölzausstellung in der Nähe des Gastronomiezeltes zeigen im jahreszeitlichen Wechsel bunte Blütenpracht: Obstbäume wie Äpfel oder Kirschen als Solitärgehölze im Frühjahr, im Sommer sind besondere Formgehölze und blühende Sträucher und im Spätsommer sind Gehölze mit farbigem Laub zu bewundern.
Im südöstlichen Bereich der IGA wurde die Schaufläche Mischwald eingerichtet.

### Grabgestaltung und Denkmal
Die Besucher erhalten auf einer Fläche mit 90 Mustergräbern Einblicke im Ausstellungsbereich Grabgestaltung und Denkmal im Norden des IGA-Geländes. Auf vier ellipsenförmigen Flächen wurden Urnengräber sowie Einzel- und Doppelgrabstellen als zeitgemäße Orte des Gedenkens gärtnerisch gestaltet. Außerdem fanden die Besucher im Pavillon der Friedhofsgärtner und Steinmetze Informationen und Anregungen zur Grabgestaltung, Pflege und Pflanzenverwendung und konnten sich fachlich beraten lassen.

### Gräserband
Das Gräserband befindet sich auf einer Fläche von 1900 m² im New German Style zwischen Gartenpromenade und Wassergärten. Der Gartenstil setzt sich aus Naturnähe, robust und pflegeleicht, ökologisch und ästhetisch zusammen. Je nach Jahreszeiten wechselt das mit landschaftlich typischen Gräsern und Stauden. Im Frühjahr werden Tulpen, Hyazinthen und Narzissen gezeigt und im Mai wurde das Gräserband durch Prärielilien mit einem zart-blauen Blütenschleier ergänzt. Im Frühsommer werden Steppenlilie und hoher Zierlauch und im Sommer Gräser und Stauden präsentiert. Die leuchtende Färbung der Gräser soll im Herbst zur Geltung kommen.

### Märkischer Garten
Am Haupteingang des Kienbergparks haben sich die Unternehmen des Gartenbauverbandes Berlin-Brandenburg auf einer Fläche von 700 m² einen neuen Märkischen Garten angelegt. Der Garten ist an die märkische Natur- und Kulturlandschaften angelehnt, Wildstauden, Heidekraut und Gräser und auch die brandenburgische Gartenkultur ist in einer klassischen ungewöhnlichen Auswahl zu bewundern wie Sommerblumen, Gemüse, Kräuter und Prachtstauden in kräftigen Farben. Die Besucher erhalten an den Genießertagen regionaltypische Brandenburger Spezialitäten wie Spargel, Gurken, Erdbeeren und Kräuter.

### Urbanität und Vielfalt
Diese Gartenanlage bildet einen Extrabereich östlich der Wuhle und gestaltet eine hügelige Landschaft nach. 

### Weitere Gärten
- Karl-Förster-Garten, 
angelegt nach dem Motto des Potsdamer Staudenexperten Karl Foerster: „Es wird durchgeblüht“
- Christlicher Garten
- Die vorhandenen Anlagen Chinesischer Garten, Koreanischer Garten, Japanischer Garten, Orientalischer Garten sowie das Labyrinth und Irrgarten wurden teilweise erneuert und voll in die neue Landschaftsgestaltung eingepasst.[5]

### Neuheiten
Die Schaufläche Grüne Neuzugänge befindet sich neben der Blumenhalle. Zu entdecken sind zum Beispiel die Neuzüchtungen von Petunien, Verbenen, Pelargonien und Fuchsien für Beet- und Topfpflanzen. In den Hochbeeten zeigen die Gärtner ihre Nachzüchtungen.

### Rhododendronhain
Der Rhododendronhain, in verschiedenen Pflanzformen wie Baum- und Schirmrhododendren und bodennahen Azaleenpflanzungen, wurde gegenüber der Tropenhalle auf einer Fläche von rund 1400 m² angelegt. Die dort vorhandenen alten Bäume wie Eichen, Birken, Magnolien sowie Cornus, Malus und Prunus wurden in die Neugestaltung einbezogen. Außerdem kamen Kletterpflanzen wie Clematis und Geophyten, wie der Bärlauch, sowie Gräser, mehrfarbige Blattschmuckstauden, weißblütige Stauden und Farne hinzu. Die Fläche von 700 m² bildet eine gute Voraussetzung für den wellenartig modellierten Boden in den Senken.

### Rosengarten
Im Rosengarten sind sechs Flächen um einen Platz angelegt, in denen Zwerg- und Kleinstrauchrosen, Beet- und Kletterrosen, Edelrosen und Englische Rosen gezeigt werden.

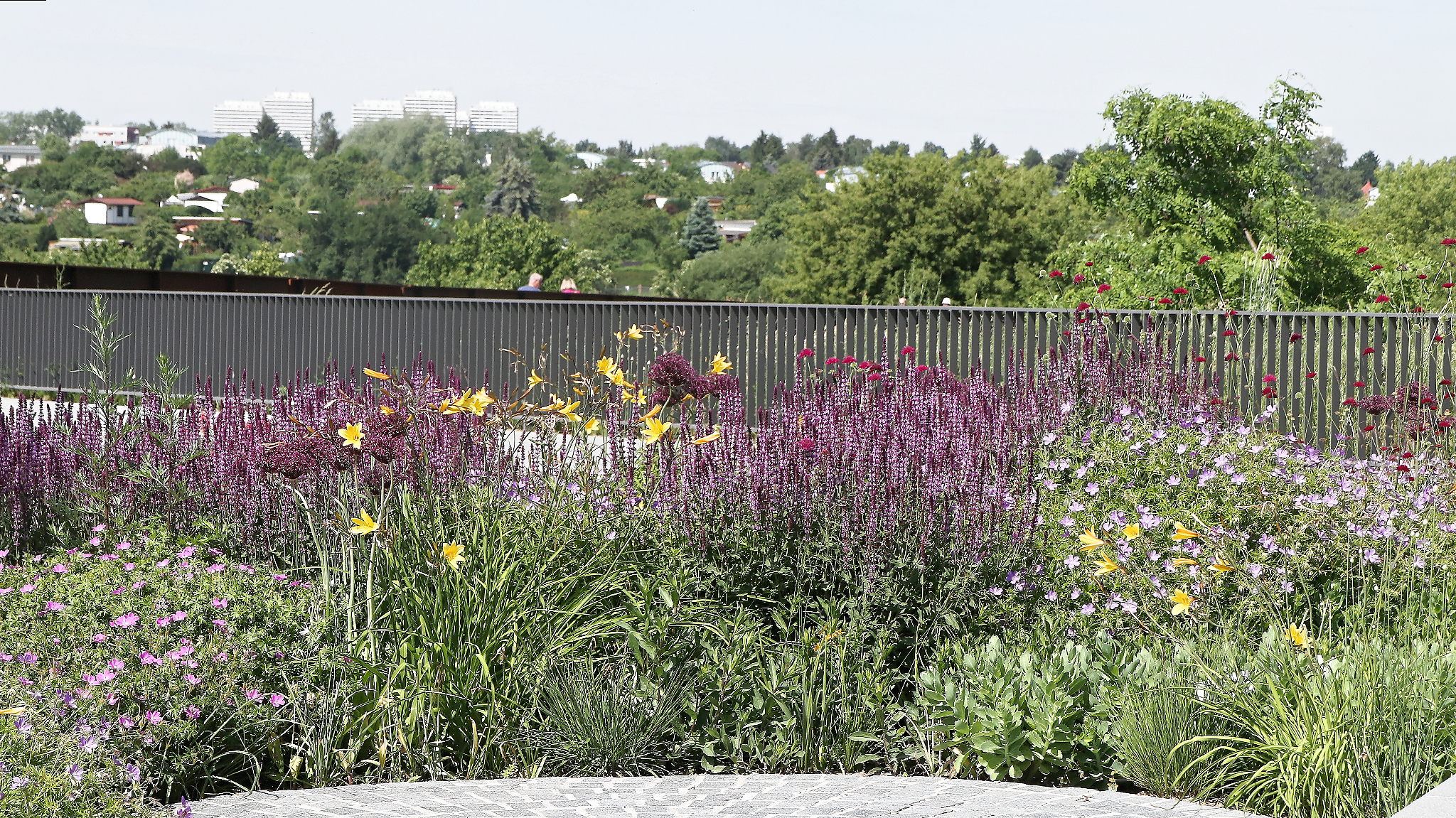
Blumenfarbbeet im Sommer 2017

### Stauden- und Wechselpflanzung
Auf einer Gesamtfläche von mehr als 15.000 m² werden in verschiedene Themenbereichen Stauden und Wechselflor ausgestellt. Unter dem Motto „Wiesenzauber und Wild kombiniert“ werden zarte Farben, luftige Gräser, Wiesenzauber mit Wiesenknopf und Wiesenraute, Pfeifengras und Storchschnabel gezeigt und am Koppelflies verschmelzen Wildstauden mit Züchtungen. Um die Gartenkabinette zeigen sich Stauden als Sommerflammen und Phloxe mit passenden Begleitstauden. Unter dem Motto „Flow“ werden Staudensortimente in einem abgestuften Farbspektrum mit ineinander fließenden Übergängen präsentiert. Unter dem Motto „Allerweltspflanzen“ finden sich Pflanzen aus aller Welt und Wechselflor. Die Beete sind als Perlenkette aneinander gereiht und laden zu einer pflanzlichen Weltreise ein. Brasilien zeigt Zinnien, Feuersalbei, Schmuckkörbchen und Dahlien, Südafrika zeigt Kapkörbchen, Schmucklilien und Montbretien. Die afrikanische Savannenlandschaft zeigt Gräser wie Lampenputzergras aber auch Elfenbeindistel, das Afrikanische Löwenohr, Silber-Salbei oder Federbusch. Außerdem werden besondere Gehölze und Strukturpflanzen, wie Hanfpalmen, Wandelröschen, Riesenpalmlilien oder Oleander gezeigt.

### Wechselflor am Wolkenhain

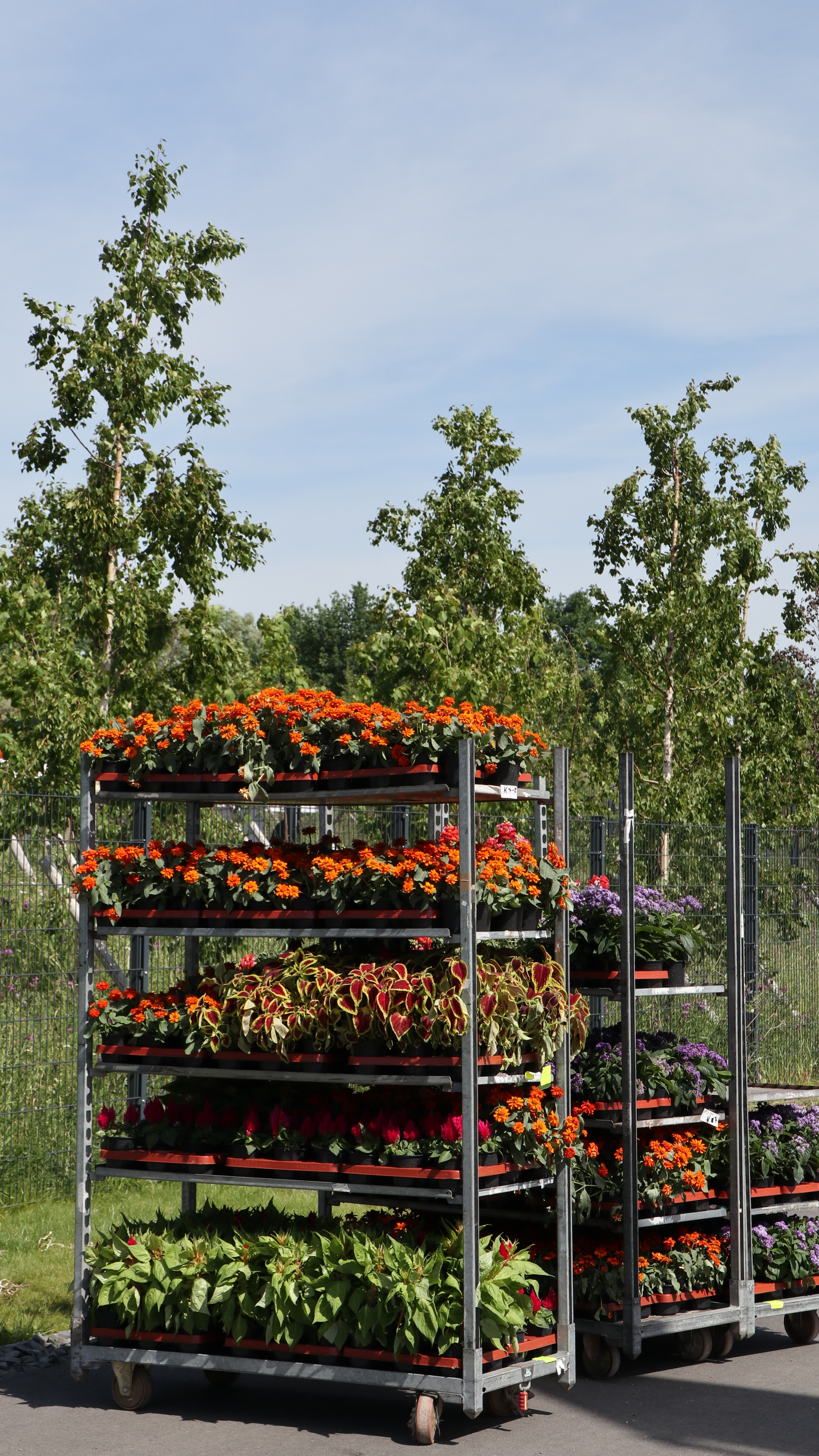
Blumen für den Wechselflor

Auf dem Gipfel des Kienbergs ist die Wolke als Leitmotiv für die neue Aussichtsplattform. Die Besucher werden auf dem Weg dorthin schon auf das Bauwerk und das luftige Erlebnis eingestimmt. Am Wegesrand reihen sich vielfältige Kombinationen aus zarten Pflanzen in den Farben des Himmels. Im Frühjahr ist das Wolkenbild in mehreren, übereinander gestaffelten Farbschichten zu sehen. Das Blaue Vergissmeinnicht ist das Blau des Himmels, darüber liegen weiße Traubenhyazinthen und weitere wolkige Hyazinthenblüten. Die Narzissen und die Tulpen in Weiß schweben in unterschiedlichen Höhen über dem Wolkenbild. Das Himmelsbild wird im Sommer durch das Sommerflor erweitert um silberne Wolkentexturen aus Schleierkraut, Geiskräutern, Eukalyptus und Wachsblumen. Außerdem wird es weiterhin durch sichtbare und luftige Pflanzengestalten wie Leberbalsam und Spinnenblume bilden mit den weißen Glocken von Tabak die hohen Wolkenschichten, darunter schweben Dolden des Bischofskrautes, weiß gefleckte Wolfsmilchgewächse und kompakte Wolken aus weißen Löwenmäulchen.

### Wechselflor Feuerlinie
Die Besucher werden von der Kienbergpromenade zu den Gärten der Welt durch die „Feuerlinie“ begleitet. Die beidseitigen Wege werden durch Wechselflorband das in vier Pflanzenbereiche je nach Jahreszeit wechselt. Im Frühjahr werden zwei gegeneinander laufende Farbspuren von Hellgelb über Orange in Rot das Flanieren zwischen den Ausstellungsbereichen symbolisieren. Im Sommer soll das Wechselflor am Wegesrand die Hitze der Sonne in feurigen Farbtönen und das harmonische Farbzusammenspiel von Blatt und Blüte darstellen.

## Spielplätze
Die folgenden drei Spielplätze beziehen sich jeweils auf ein Teilgebiet aus dem Kinderbuch von Erich Kästner Der 35. Mai oder Konrad reitet in die Südsee. 

### WasserspielplatzKonrads Reise in die Südsee
Der 6000 m² große Waldspielplatz nahe dem Labyrinth Gärten der Welt ist mit fantasievollen Spielflächen ausgestattet worden, sie erheben sich als Inseln aus dem Rasen und sind als Südseemotive gestaltet. Auf dem Waldspielplatz stehen ein aus Kunststoff geformter Wal, der zum Klettern geeignet ist, ein Splashpad, ein Wasserwald, eine Riesenhängematte, ein Trampolin und überdachte Sitzplätze in Form von Südseehütten zur Verfügung. Durch diese abwechslungsreiche Gestaltung ist er für jede Altersgruppe geeignet.

### SpielplatzElektropolis
Der Spielplatz Elektropolis hat eine Spiellandschaftsgröße von 1800 m² und steht am IGA-Haupteingang Kienbergpark. Die Kletterkonstruktion ist bis zu acht Meter hoch, zwölf Meter lang und fünf Meter breit. Außerdem ergänzen Hängematten und ein Trampolin den Spielplatz. Diese Kletterkonstruktion ist eine Inspiration von Zukunftsfantasien und greift in seiner Gestaltung die Fiktion der automatischen Stadt auf. Der Spielplatz ist für Kinder und Jugendliche ab zwölf Jahren im direkten Wohnumfeld geeignet. Nach der IGA wurde der Spielplatz öffentlich zugängig gemacht. Finanziert wurde dieses Projekt aus dem Stadtumbau Ost.

### WaldspielplatzKonrad und die polynesischen Riesenameisen
Der Waldspielplatz mit der polynesischen Riesenameise, die 13 Meter lang, 6 Meter breit und 3 Meter hoch und zum Klettern geeignet ist, entstand auf einer Fläche von 1000 m². Diese Riesenameise aus dem Kinderbuch gestaltet die Szene, in welcher Konrad den Urwald betritt. Das Klettergerüst ist als drei Ameisengruppen zusammenmontiert worden. Finanziert wurde dieses Projekt ebenfalls ohne Planung aus dem Stadtumbau Ost.

## Seilbahn

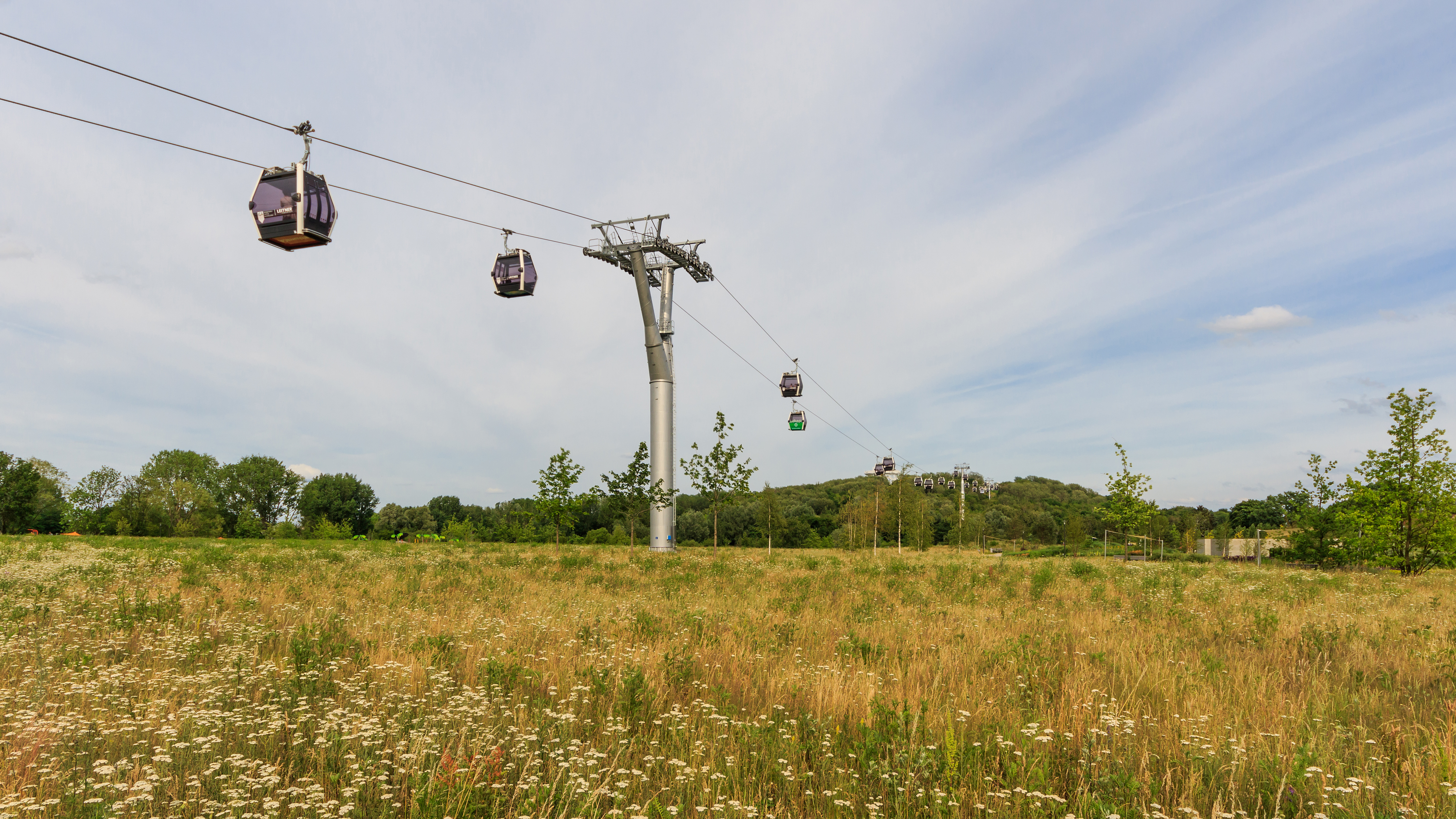
IGA-Seilbahn

Die Seilbahn im Park ist eine Einseilumlaufbahn der Leitner AG, die die Kosten für den Bau in Höhe von rund 14 Millionen Euro übernahm und die Bahn mit einer lokalen Tochtergesellschaft betreibt.

## Planungen und Vergabe
Im November 2008 hat der Berliner Senat beschlossen, sich mit dem Austragungsort auf dem Tempelhofer Feld für die IGA 2017 zu bewerben und reichte im März 2009 die Bewerbung ein. Auch die Stadt Aachen hatte sich für die IGA 2017 beworben, zog sich aber wegen vertraglicher Schwierigkeiten aus der Bewerbung zurück. Am 17. November 2009 erteilte die Gesellschafterversammlung der deutschen Bundesgartenschau-Gesellschaft den Zuschlag für den Berliner Flughafen Tempelhof für die IGA 2017 als Austragungsort. Nach der erfolgreichen Entscheidung wurden die IGA Berlin 2017 GmbH gegründet und erste Konzepte für den Standort Tempelhofer Feld entwickelt. Das IGA-Team wurde auch personell aufgebaut und erweitert. In der Zwischenzeit wurde das Tempelhofer Feld zu einem viel genutzten Freiraum für die Berliner, die eine behutsame Entwicklung des Areals einforderten. Daher sah sich der Senat nach einem neuen Standort um und fand mit dem Erholungspark Marzahn einen neuen Austragungsort.

## Kritik
Mit dem Wuhletal hatten die Anwohner und Anlieger ein Naherholungsgebiet direkt vor der Haustür. Seit den Arbeiten für die IGA wurden die Menschen vom Zugang zum Gelände und zum Besuch des Erholungsparks abgeschlossen. Nach dem Ende der IGA ist das Naherholungsgebiet jedoch wieder für die Anwohner kostenfrei und in aufgewerteter Form zugänglich. 
Darüber hinaus gab es anfangs Probleme mit IGA-Besuchern, die mit dem Auto angereist waren. Sie verknappten die Parkplätze in den umliegenden Wohngebieten. Das Bezirksamt erteilte den Anwohnern Sonderparkgenehmigungen und verwies auf den Besucherparkplatz, der an der Landsberger Chaussee eingerichtet worden war. Von dort gab es einen kostenlosen Shuttlebus zu den Parkeingängen.